# Полевая улица (Курск)
Полевая улица — небольшая улица в Курске, бывший Дядин переулок, находится в Железнодорожном округе. Является границей Цыганского бугра.
Дядин переулок получил название в честь купца Дядина, осуществлявшего хлеботорговлю. Улица была образована 6 апреля 1962 года из Дядина переулка и части 2-й Полевой улицы. Полевые улицы назывались по находившемуся здесь аэродрому. Улица имеет омонимичное название с деревней Полевая, но не имеет никакого отношения к ней.

## Расположение и объекты
Находится на юге Курска. Бывший Дядин переулок служил границей Цыганского бугра, с середины XIX века служившего для поселения цыганам, и Очаковской слободы, где селились кожевники.
Среди архитектуры преобладают частные дома, чаще всего одноэтажные.
Переулок выходил на Цыганскую площадь и связывал её с Раздельной улицей, являвшейся главной улицей затускарной части Курска. Участки справа и слева от переулка по Раздельной улице принадлежали мещанину Николаю Николаевичу Дядину. На участках располагались усадьба с амбаром и двухэтажный деревянный дом с лавкой. В доме до сих пор расположен магазин, называемый «Дядин магазин».
Одним из самых важных местных объектов является одноэтажная старообрядческая церковь Преподобного Серафима Саровского, который является центром улицы и главной достопримечательностью. Церковь построена на деньги курского купца Ивана Васильевича Пузанова и освящена 11 декабря 1905 г. После появления храма переулок и в 1906 году решением городской управы и площадь были переименованы в честь церкви в Серафимовский переулок и Серафимовскую площадь, но названия не прижились.
Возле него находится школа № 12 (по которой названа автобусная остановка). В непосредственной близости также находится небольшой магазин «На Полевой».
Ближе к улице Малых (бывшая Раздельная улица) находится ряд магазинов, таких как: «Магнит», «Пятёрочка», «Красное & Белое» и других.

## Транспорт
Преобладающим транспортом на улице являются автобусы и маршрутные такси.

### Автобусы
- 6г (Железнодорожный вокзал — Центральный рынок) через школу № 12.
- 33г (пос. Берёзовая Роща — улица Малых).
- 59г (3-я Агрегатная улица — Силикатный проезд) через школу № 12.